# 劝人恤出痘碑

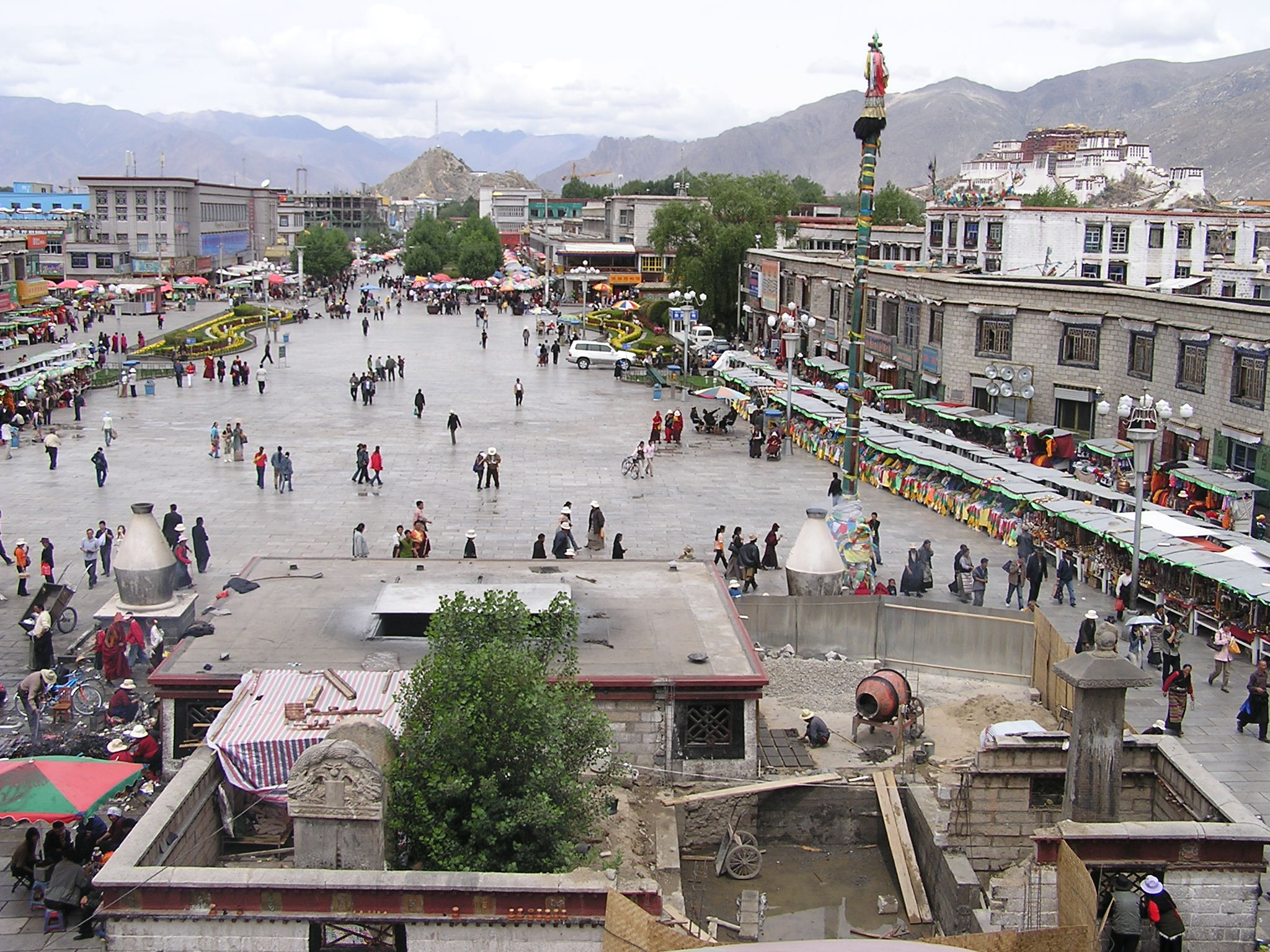
大昭寺广场，右下角为唐蕃会盟碑，左下角小围墙内带螭首的石碑为劝人恤出痘碑，其后侧为大昭寺无字碑，旁为公主柳

劝人恤出痘碑位于拉萨市大昭寺门前，公主柳和唐蕃会盟碑旁边。该碑坐西朝东、螭首、方额、须弥方座。碑身阳面自右向左竖排阴刻汉文十九列，为楷书繁体。阳面碑额竖排阴刻 “永远遵行”四字汉文篆书。碑身阴面自上至下横排右行阴刻藏文楷书，阴面碑额阴刻藏文楷书。该碑立于清朝乾隆五十九年三月（1794年），由驻藏办事大臣和琳立。碑文记述了和琳在西藏拯救天花患者，并力图改变藏族平民天葬、地葬、罪犯水葬的习俗，推广土葬的努力。

## 碑名
该碑也有作“永远遵行碑”、“整飭西藏風俗碑”、“拉萨痘碑”等名者，皆误。

## 汉文碑文
该碑阳面碑额竖排阴刻“永远遵行”。
该碑碑文已损毁严重。经校勘得如下汉文碑文，按每列原貌录入，改为横行排列：

唐古忒为五印度之一俗尚俘屠唐宋以来虽通中国未隶版图自我朝

太宗文皇帝时归诚迄今百有余年熏陶

王教渐臻于化矣乾隆壬子岁予奉

命整饬藏务悉禀

庙谟以次厘定自可永远奉守惟有关于风化民生之大者虽蛮貊之邦亦不可因循旧习稍为羁縻

也夫痘疹之症乃先天余毒人所不免苟治养得宜断无不生之理乃唐古忒遇有出痘之人视

恶疮毒痈为尤甚即逐至旷野岩洞虽亲如父子兄弟夫妇亦不暇顾竟至百无一生者深堪悯恻

予于藏北浪荡沟之处捐资修平房若干间俾出痘番民得以栖止捐给口粮派拔汉番弁兵经理

调养全活者十有其九僧俗当已知痘症非必不可治之患因严谕前后藏劝令達赖喇嘛班禅

遇有痘症各捐给口粮作为定例又唐古忒风俗除大喇嘛小头目等物故方得火化造塔其余

则念经忏悔后将尸身碎割抛喂鹰犬名为天葬地葬有罪抛弃河流谓之水葬无伦无理残

忍为甚予谆切训导晓以义理缮发汉番告示严行禁止谕令达赖班禅二喇嘛将山场空地拔

出若干作为义冢俾无力者得以掩埋并令随时报明粮务察验倘敢仍蹈故辙重治其罪迄今

年余番民颇知化育一体遵奉

诚恐行之日久渐踵故习后人不识予心任其自便则予之前功尽弃矣所有告示底稿俱存署

内是用立石为记倘后之君子能推广此意悉化其俗

王制是则予之所厚望焉

钦差总理西藏事务工部尚书镶白旗满军都统世袭云骑尉和琳撰并书

乾隆五十九年三月 日立

该碑文标点如下：
唐古忒为五印度之一，俗尚俘屠。唐宋以来，虽通中国，未隶版图。自我朝太宗文皇帝时归诚，迄今百有余年，熏陶王教，渐臻于化矣。乾隆壬子岁，予奉命整饬藏务，悉禀庙谟，以次厘定，自可永远奉守。惟有关于风化民生之大者，虽蛮貊之邦，亦不可因循旧习，稍为羁縻也。夫痘疹之症乃先天余毒，人所不免，苟治养得宜，断无不生之理。乃唐古忒遇有出痘之人，视恶疮毒痈为尤甚，即逐至旷野岩洞，虽亲如父子兄弟夫妇，亦不暇顾，竟至百无一生者，深堪悯恻。予于藏北浪荡沟之处捐资修平房若干间，俾出痘番民得以栖止，捐给口粮，派拔汉番弁兵经理，调养全活者十有其九。僧俗当已知痘症非必不可治之患，因严谕前后藏，劝令赖喇嘛、班禅，遇有痘症，各捐给口粮，作为定例。又唐古忒风俗，除大喇嘛小头目等物故方得火化造塔，其余则念经忏悔后，将尸身碎割抛喂鹰犬，名为天葬、地葬，有罪抛弃河流，谓之水葬，无伦无理，残忍为甚。予谆切训导，晓以义理，缮发汉番告示，严行禁止。谕令达赖、班禅二喇嘛，将山场空地拔出若干作为义冢，俾无力者得以掩埋，并令随时报明粮务察验，倘敢仍蹈故辙，重治其罪。迄今年余，番民颇知化育，一体遵奉。诚恐行之日久，渐踵故习，后人不识予心，任其自便，则予之前功尽弃矣。所有告示，底稿俱存署内，是用立石为记。倘后之君子能推广此意，悉化其俗，王制是则，予之所厚望焉。

钦差总理西藏事务工部尚书镶白旗满军都统世袭云骑尉和琳撰并书

乾隆五十九年三月 日立 

## 藏文碑文
藏文碑文待考。

## 逸闻
该碑碑身被虔诚的藏族百姓用卵石研磨成石粉末，因当地藏族百姓认为石碑研磨而出的粉末有治病之效。故该碑碑身如今已有许多凹陷坑窝。